# Övre Tjärna
Övre Tjärna, ibland även bara Tjärna, är en stadsdel med villor, lägenheter och radhus i norra Borlänge. Stadsdelen ligger i anslutning till Tjärna Ängar, Kvarnsveden och Bullermyren.
Övre Tjärna har en skola, Tjärnaängskolan, som är uppkallad efter området och som ligger i närheten av Maserhallen.
Gatunamnen är i majoritet döpta efter ett djur, till exempel Uttergatan, Råbocksgatan, Ugglevägen och Hjortstigen men det finns också andra namn som Fäbodvägen, Plogstigen och Kersgatan.